# 高野金重

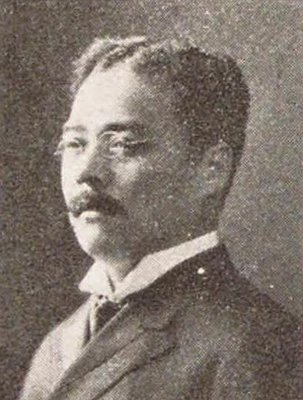
高野金重

高野 金重（たかの かねしげ、1871年2月11日（明治3年12月22日） - 1932年（昭和7年）4月4日）は、日本の政治家・衆議院議員（中正会）、弁護士。族籍は愛媛県士族。

## 経歴
伊予松山藩士高野金光の長男として松山湊町に生まれる。広島英語学校に英学を修め、芸備日日新聞や大阪毎日新聞に執筆した。1894年（明治27年）、上京して東京法学院（現在の中央大学）に入学して1896年（明治29年）に卒業した。1898年（明治31年）、弁護士試験に合格し、翌年に東京で事務所を開業した。一時期花井卓蔵弁護士事務所で実務を練習し刑事事件に精通したが、高野の得意とする所は民事・商事に関する事件であった。
1912年（明治45年）、第11回衆議院議員総選挙に出馬し、当選。第12回衆議院議員総選挙でも再選された。その他、東洋生命保険株式会社や共済生命保険株式会社の法律顧問、中央大学理事などを務めた。また、日本弁護士協会理事を務めた。墓所は多磨霊園(7-1-15)

## 人物
法学院在学時代には僅か月々8円の手当で学校の講義録や判決録の編輯を引き受けて苦学した。何れの方面からもあふれるほどの人気を集めた。

## 家族・親族
高野家
愛媛県松山市湊町、東京神田錦町
- 父・金光（愛媛県士族）[3]
- 弟・綱一（愛媛県平民・藤田熊吉の養子となる）[3]

1878年 -
- 妻・里子（子爵・奥田直元の叔母）[3]

1880年 -
- 男・重秋[3]

1903年 -
- 長女・春子[3]

1907年 -